# Ganjar Agung
Ganjar Agung is een bestuurslaag in het regentschap Ogan Komering Ulu van de provincie Zuid-Sumatra, Indonesië. Ganjar Agung telt 867 inwoners (volkstelling 2010).